# Ceropegia macmasteri
Ceropegia macmasteri är en oleanderväxtart som beskrevs av A.P.Dold. Ceropegia macmasteri ingår i släktet Ceropegia och familjen oleanderväxter. Inga underarter finns listade i Catalogue of Life.